# Henri Trianon
Pour les articles homonymes, voir Trianon (homonymie).
Henri Trianon, né le 11 juillet 1811 à Paris, où il est mort le 17 octobre 1896, est un critique, librettiste et traducteur français.

## Biographie
Collaborateur de nombreux journaux et revues, Trianon s’est fait connaitre comme auteur dramatique, d’abord par une comédie en deux actes et en vers, le Coq de Mycile, comédie en deux actes, en vers, représentée au Théâtre-Français. Il a ensuite fourni des livrets d’opéra ou d’opéra comique à plusieurs musiciens. Il a ainsi donné à l’Opéra-Comique, avec Jules Duprato, Salvator Rosa, dont le sujet est tiré d’un dialogue de Lucien, avec Eugène Gautier le Trésor de Pierrot, au Théâtre-Lyrique avec Jules Cohen les Bleuets, dont le rôle principal a été créé par Christine Nilsson, à l’Opéra enfin, avec Armand Limnander, le Maitre Chanteur, et avec Théodore Labarre Pantagruel, dont la première représentation fut aussi la dernière,.
Sous-bibliothécaire, puis bibliothécaire, à la bibliothèque Sainte-Geneviève en 1849, il a traduit des œuvres d’Homère et de Platon. Il a, en outre, collaboré à plusieurs journaux et revues.
Chevalier de la Légion d’honneur, le 12 aout 1865, ses obsèques ont été célébrées à Notre-Dame-de-Lorette et il est inhumé au cimetière Montmartre.